# Tango Tangles
Tango Tangles (Charlot en el baile) es un cortometraje estadounidense dirigido por Mack Sennett y con Charles Chaplin como actor principal. Se estrenó el 9 de marzo de 1914.  

## Elenco
- Charles Chaplin ...  El bailarín alegre.
- Chester Conklin (1886 - 1971) ...  Huésped con uniforme de policía.

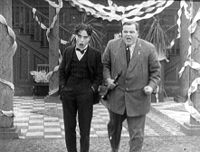
Chaplin y Arbuckle en un fotograma de la película.

- Roscoe "Fatty" Arbuckle ...  Clarinetista.
- Minta Durfee (1889 - 1975) ...  Joven bonita.
- Ford Sterling ...  Director de la orquesta.

## Sinopsis
La joven bonita provoca una rivalidad amorosa que desemboca en los habituales corridas, choques, etc.

## Crítica
Se trata de una película improvisada, filmada en el interior de un salón de baile en el cual tanto Chaplin como Sterling aparecen sin sus maquillajes habituales.